# Bandera de Brandeburgo
La bandera de Brandeburgo es una bandera bicolor horizontal de rojo sobre blanco, con las armas del Estado (land) en el centro. El escudo de armas del Estado muestra en un escudo blanco (plata) un águila roja, mirando hacia la derecha, con alas decoradas con tréboles en oro y armada de oro. En su presente forma, la bandera fue adoptada el 20 de enero de 1991, con su consagración en el artículo 4 de la Constitución del Estado de Brandeburgo.

## Historia
El Margraviato de Brandeburgo, también conocido como la Marca de Brandeburgo, jugó un rol de pivote en la formación del núcleo de lo que a lo largo del curso de la historia se convertiría en el Reino de Prusia y el Imperio alemán. La Märkischer Adler, o águila roja del Margraviato de Brandeburgo fue adoptada por el Margrave Gerón I en el siglo X. La bandera bicolor de rojo sobre blanco fue utilizada por la Provincia de Brandeburgo tanto dentro del Reino de Prusia como su sucesor el Estado Libre de Prusia.

Bandera utilizada entre 1945 y 1952.

En 1945 fue emitida una nueva bandera, derivada del nuevo escudo de armas creado después de la guerra. En 1952, cuando Alemania Oriental disolvió los Estados regionales, esta bandera cayó en desuso. Tras el restablecimiento del Estado de Brandeburgo en 1990, los colores tradicionales de rojo sobre blanco fueron adoptados como bandera del Estado otra vez.